# Louise Willis Snead

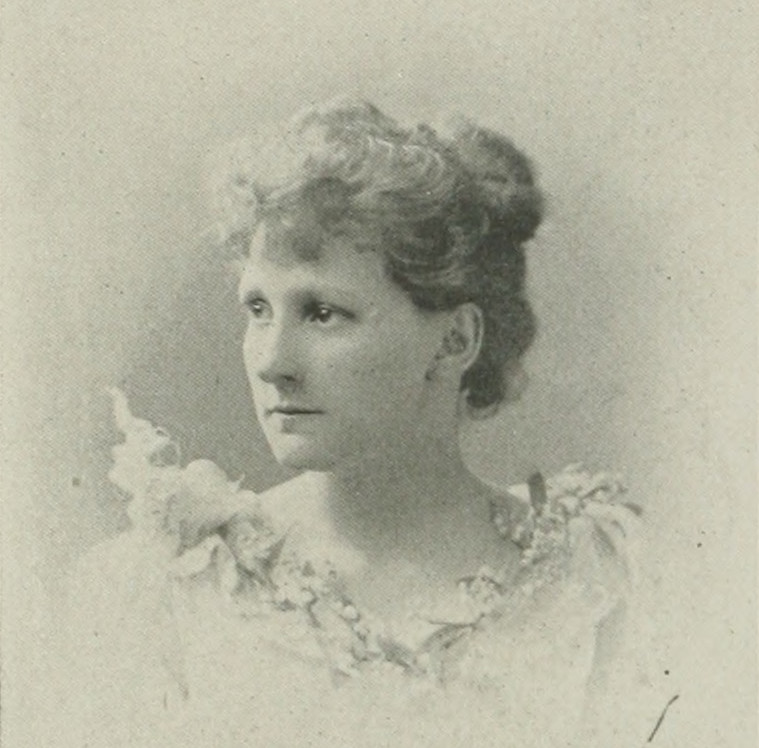
Louise Hammond Willis in A woman of the century, 1893

Louise Willis Snead (* 14. Dezember 1866 in Virginia; † 7. Oktober 1958 in Darien, Connecticut) war eine US-amerikanische Miniaturmalerin, Illustratorin, Journalistin und Buchautorin. Sie arbeitete unter anderem in Noroton (Connecticut) und in New York City.

## Leben
Louise Willis wurde 1866 in Virginia geboren. Sie wuchs im Süden der Vereinigten Staaten auf und erhielt ihre künstlerische Ausbildung an verschiedenen Kunstschulen, unter anderem am Art Students League of New York. Am 4. September 1894 heiratete Louise Snead in Blowing Rock, North Carolina, den Juristen Harry Vairin Snead. Dieser war der Sohn von Colonel Thomas Lowndes Snead (1828–1890), einem Offizier der Konföderierten Armee im Amerikanischen Bürgerkrieg und späteren Anwalt sowie Zeitungsredakteur in New York City, und von Harriet Vairin Reel (geb. 1833). Louise und Harry hatten eine Tochter, Louise V. Snead.
Nach dem Tod ihres Ehemanns beantragte Louise Snead am 18. Oktober 1924 in Noroton einen Reisepass für eine längere Auslandsreise nach England, Frankreich, Deutschland, Italien, Ägypten und Palästina zu Zwecken der Gesundheit und des Studiums. Laut Passbeschreibung war sie 1,52 m groß, hatte braune Haare und Augen und gab als Beruf „Künstlerin“ an. Ihre Rückkehr in die USA erfolgte am 11. Mai 1925.
Neben ihrer Tätigkeit als Malerin verfasste und illustrierte Snead verschiedene Artikel und Publikationen. Ein Beitrag mit dem Titel Houseboats and Houseboaters erschien in Outing, Band 38. Zudem zeichnete sie Illustrationen für Bücher und Zeitschriften, u. a. für die Kindergeschichte Reading the Book of Fate in St. Nicholas, Band 23 (November 1895), sowie eine Titelillustration für McCall’s Magazine (September 1909), die eine Frau mit rotem Hut zeigt. 1916 veröffentlichte sie das 58-seitige Buch Silver and Gold über die Geschichte der Stamford Trust Company. Ihre Arbeiten sind teilweise in den Macbeth Gallery Records des Smithsonian Institution Research Information System (SIRIS) dokumentiert.
Louise Willis Snead  war Mitglied mehrerer Künstlervereinigungen, darunter der Southern States Art League, und stellte ihre Werke regelmäßig auf regionalen und nationalen Ausstellungen aus. Neben ihrer eigenen künstlerischen Tätigkeit unterrichtete sie Kunst und setzte sich für die Förderung junger Künstlerinnen ein. Snead blieb bis ins hohe Alter künstlerisch aktiv und starb 1958.

## Werk/Stil

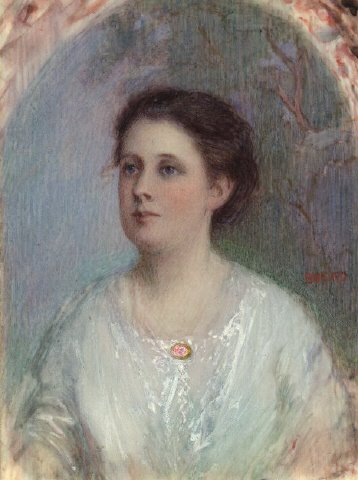
Louise Hammond Willis Snead: Emma C. Rose (1907)

Louise Willis Sneads Werk ist geprägt von impressionistischen Einflüssen, die sich vor allem in ihren Landschaftsdarstellungen widerspiegeln. Sie arbeitete mit Öl- und Aquarellfarben und legte besonderen Wert auf die atmosphärische Wirkung von Licht und Farbe. Neben Landschaften malte sie Porträts und Genrebilder, in denen sie oft Szenen aus dem ländlichen Leben des amerikanischen Südens einfing. Sneads Stil verbindet eine sensible Farbpalette mit einer lockeren, aber präzisen Pinselführung.